# Chlorure de zirconium(IV)
Le chlorure de zirconium(IV), ou tétrachlorure de zirconium, est un composé chimique de formule ZrCl4. Il se présente comme une poudre blanche qui réagit violemment au contact de l'eau et s'hydrolyse rapidement à l'air libre en donnant de l'octahydrate de chlorure de zirconyle ZrOCl2·8H2O. Contrairement au tétrachlorure de titane TiCl4, le ZrCl4 solide adopte une structure polymérique dans laquelle chaque cation Zr4+ est coordonné de manière octaédrique selon une structure en bandes ou en feuillets semblable à celle du tétrachlorure d'hafnium HfCl4. Cette structure est facilement dégradée par les bases de Lewis, qui clivent les liaisons Zr–Cl–Zr.
Le chlorure de zirconium(IV) est un composé important utilisé dans la chimie du zirconium. On peut l'obtenir par chloration du dioxyde de zirconium ZrO2. Ce dernier est alors traité avec du coke dans un four à arc électrique pour donner un carbonitrure de zirconium qui est ensuite mis à réagir avec chlore Cl2 pour donner le chlorure de zirconium(IV) : 
ZrO2 + 2 C + 2 Cl2 ⟶ ZrCl4 + 2 CO à 900 °C.
On peut également chlorer le zirconium à 650 °C avec du chlore ou à 500 °C avec du chlorure de plomb(II) PbCl2 :
Zr + 2 Cl2 ⟶ ZrCl4 à 650 °C.
Zr + 2 PbCl2 ⟶ ZrCl4 + 2 Pb à 500 °C.
Une autre voie de synthèse fait réagir le dioxyde de zirconium avec le tétrachlorure de carbone CCl4 dans un flux d'azote entre 450 et 500 °C :
ZrO2 + 2 CCl4 ⟶ ZrCl4 + 2 COCl2 de 450 à 500 °C.
Le chlorure de zirconium(IV) est un intermédiaire de la conversion des minerais de zirconium (essentiellement des oxydes) en zirconium métallique par le procédé Kroll. C'est également le précurseur le plus courant pour le dépôt chimique en phase vapeur de dioxyde de zirconium ZrO2 ou de diborure de zirconium ZrB2. En synthèse organique, on l'utilise comme acide de Lewis faible pour la réaction de Friedel-Crafts, la réaction de Diels-Alder et les réactions de cyclisation intramoléculaires. C'est également le point de départ de la synthèse de nombreux complexes organométalliques du zirconium. Il est généralement converti sous forme de complexe moléculaire pour pouvoir être utilisé malgré sa nature polymérique. Il forme avec le tétrahydrofurane un complexe solide 1:2 qui fond vers 175–177 °C (N° CAS 21959-01-3). Le cyclopentadiénure de sodium NaC5H5 réagit avec ce complexe ZrCl4(THF)2 pour donner du dichlorure de zirconocène ZrCl2(C5H5)2, utilisé dans de nombreuses réactions.